# Muzzano (Tessin)
Pour les articles homonymes, voir Muzzano.
Muzzano est une commune de Suisse du canton du Tessin, située dans le district de Lugano.
Le territoire de la commune comprend une partie du lac de Muzzano d'une superficie d'environ 0,2 km2.

Photo aérienne (1950).